# Coscó (Biosca)
Coscó és una masia del municipi de Biosca (Solsonès) que forma part de l'Inventari del Patrimoni Arquitectònic de Catalunya.

## Descripció
És un edifici de tres plantes i quatre façanes. A la façana est, a la planta baixa, hi ha una entrada amb arc de mig punt adovellat i les restes d'una porta de fusta. A la seva dreta hi ha una premsadora. Al següent pis a la dreta, hi ha una finestra amb llinda de pedra, més a l'esquerra, hi ha una finestra amb llinda de pedra i ampit, al seu costat hi ha un balcó interior amb barana de fusta, a la seva esquerra hi ha una petita obertura. Al pis següent, hi ha una finestra a la part dreta.

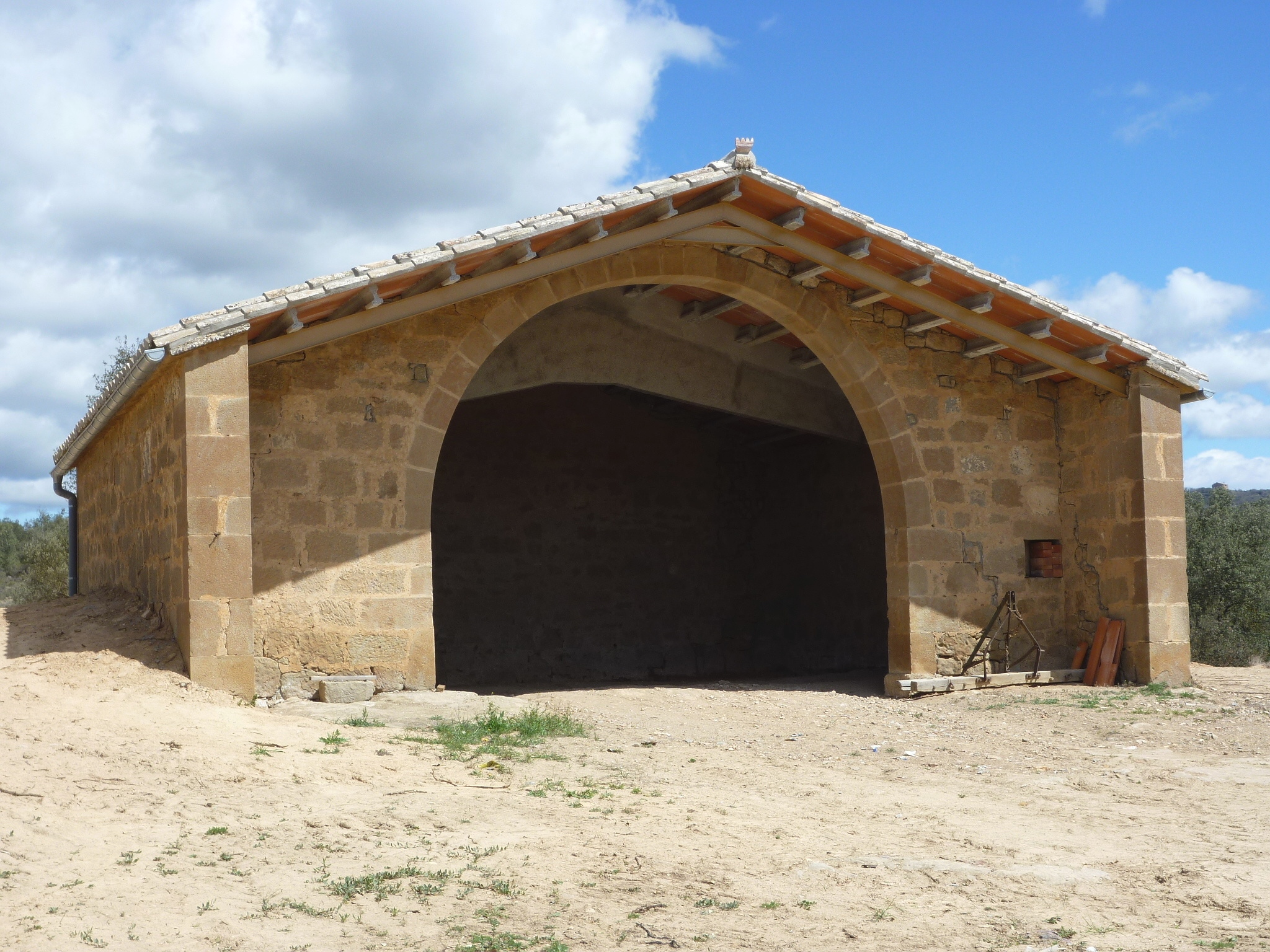
Pallera

A la façana sud, hi ha diverses obertures. A la façana oest, hi ha quatre finestres amb ampit que donen a la segona planta. A la darrera hi ha una obertura. A la façana nord, hi ha un edifici adjunt que ocupa gran part de la façana. La coberta és de dos vessants (Est-Oest), acabada en teules.
L'edifici adjunt, a la façana est, té una entrada amb llinda de pedra, amb una petita obertura a sobre. A la façana nord no té cap obertura. A la façana oest, té una obertura. La coberta és d'un vessant (Nord), acabada en teules.
Davant de la façana principal, hi ha una petita ermita, amb entrada rectangular al mur sud, i una obertura a sobre.
Cal esmentar un edifici, on actualment es guarda palla, amb una gran entrada amb arc de mig punt adovellat a la façana sud. A la resta de façanes no hi ha obertures. La coberta és de dos vessants (Est-Oest), acabada en teules.